# Anthony Dexter

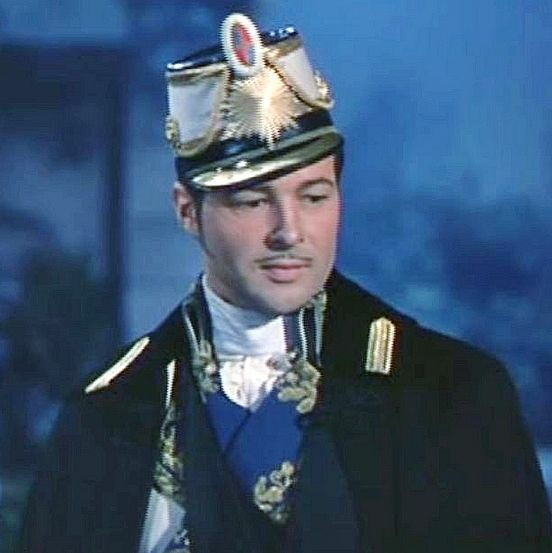
Anthony Dexter em The Brigand.

Anthony Dexter (Talmage, Nebraska, EUA, 19 de janeiro de 1913 - Greeley, Califórnia, EUA, 27 de março de 2001) foi um ator de cinema estadunidense, também conhecido como Tony Dexter ou Walter Craig.

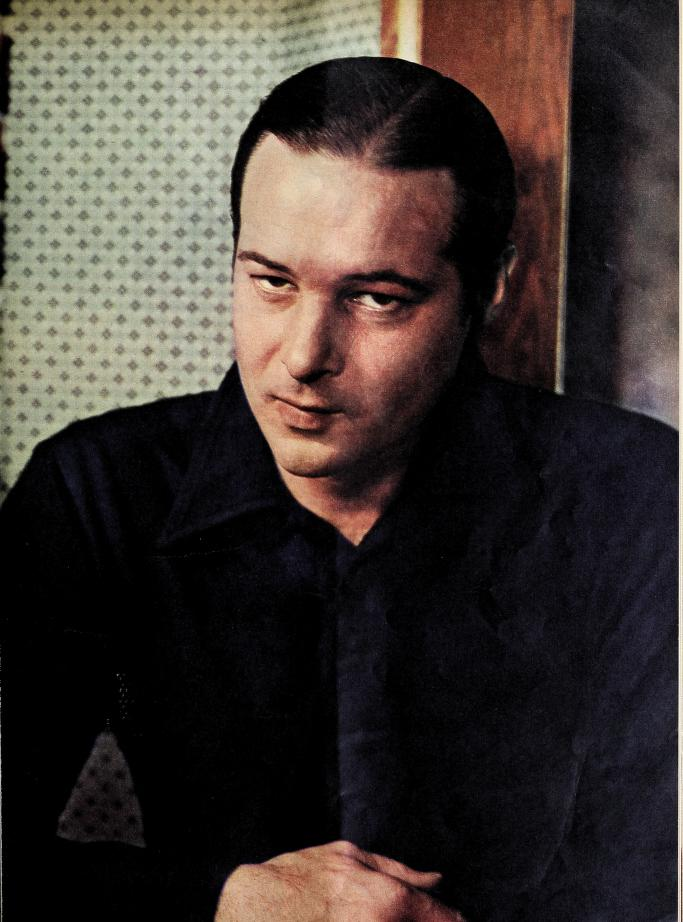
Anthony Dexter na Revista Photoplay, 1951.

## Biografia
Anthony Dexter, cujo nome verdadeiro era Walter Reinhold Alfred Fleischmann, cresceu em uma fazenda em Talmage, Nebraska; era um bom jogador de futebol na escola, e foi para o St. Olaf's College, em Minnesota. Quando começou a se interessar pela vida artística, inicialmente cantou no coro do colégio, depois foi para a University of Iowa, para estudar oratória e arte dramática.
Durante a Segunda Guerra Mundial, Dexter – então um sargento da Army Special Services – atuou na Inglaterra e em outros teatros europeus com o show Claudi. Trabalhou depois no teatro em São Francisco, com The King and I, e na Broadway participou dos shows The Three Sisters, Ah, Wilderness, e The Barretts of Wimpole Street.
Sua grande chance de atuação foi quando fez o papel de Rodolfo Valentino no filme biográfico de 1951, Valentino, tendo concorrido com 75.000 aspirantes ao papel. Edward Small, o produtor do filme, relatava ter feito 400 testes cênicos para descobrir Dexter, considerado perfeito para o papel. Quando Dexter interpretou Valentino, foi muito aplaudido, porém não alcançou mais o mesmo sucesso com outros filmes, inclusive em papéis similares aos que o próprio Valentino havia interpretado no cinema, tais como: John Smith em Captain John Smith and Pocahontas; Captain Kidd em Captain Kidd and the Slave Girl; o pirata em The Black Pirates; Christopher Columbus em The Story of Mankind.
Após atuar em um episódio da série Chaparral, em 1967, ele decidiu abandonar a carreira no cinema.
Ele mudou seu nome para Walter Craig, e passou a dar aulas de inglês, teatro e dicção para alunos do ensino médio. Dexter escondeu e negava sua carreira cinematográfica.
Após esses filmes, a carreira de Dexter foi diminuindo, e chegou a fazer um pequeno papel em Thoroughly Modern Millie, de 1967, ao lado de Julie Andrews. Usava o nome Walter Craig quando fora dos palcos, e Anthony Dexter ou Tony Dexter quando atuava. Foi professor de arte dramática na "Eagle Rock High School" entre 1971 e 1978, em Los Angeles.
Faleceu em 2001, aos 88 anos em Greeley, Colorado.

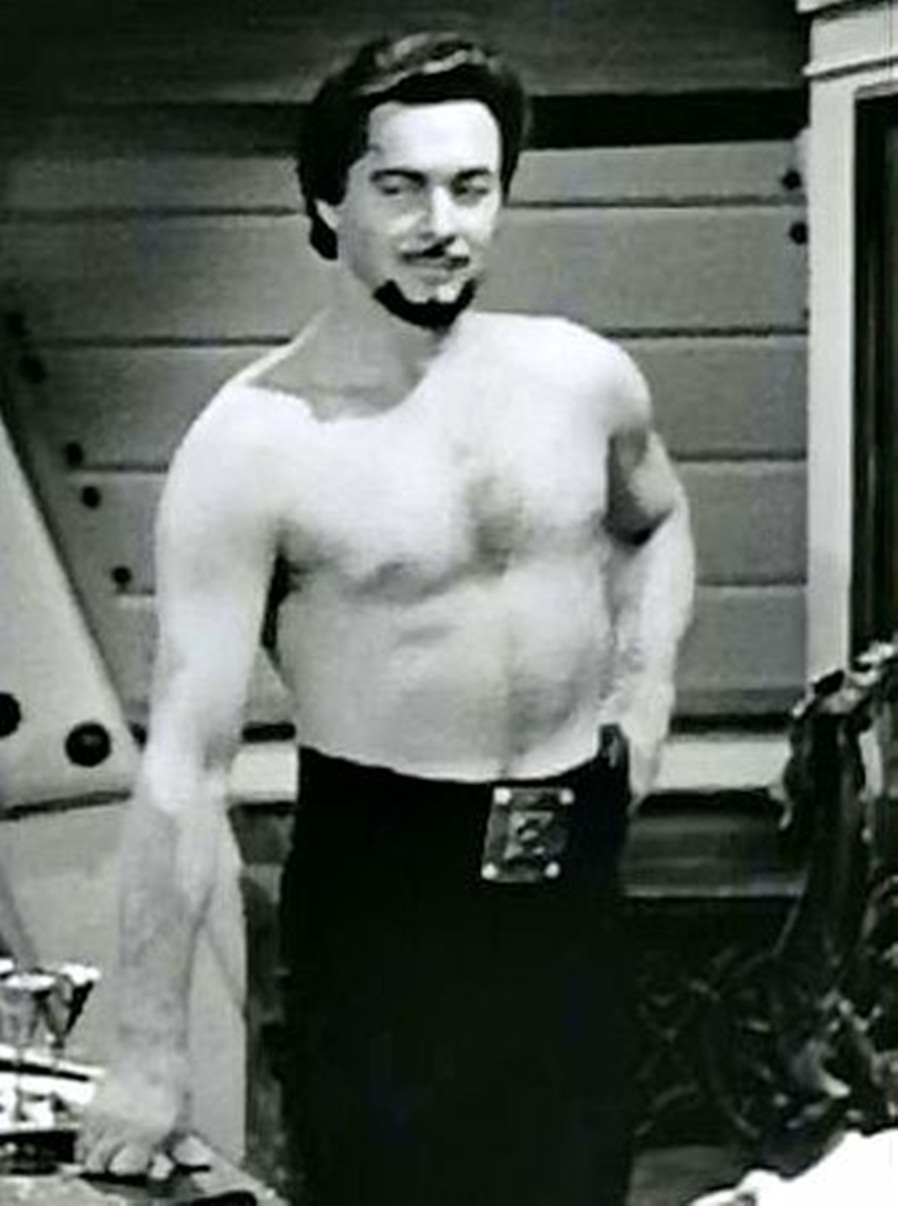
Anthony Dexter em Captain Kidd and the Slave Girl

## Filmografia

### Cinema
- Thoroughly Modern Millie (1967) (br: "Positivamente Millie")
- Saturday Night in Apple Valley (1965)
- Married Too Young (1962)
- The Phantom Planet (1961) (Tony Dexter)
- Three Blondes in His Life (1961)
- 12 to the Moon (1960) (Tony Dexter)
- The Story of Mankind (1957)
- The Parson and the Outlaw (1957)
- He Laughed Last (1956)
- Fire Maidens from Outer Space (1956)
- The Black Pirates (1954)
- Captain Kidd and the Slave Girl (1954)
- Captain John Smith and Pocahontas (1953)
- The Brigand (1952)
- Valentino (1951)
- Side Street (1950) (não-creditado)

### Televisão
- The High Chaparral - 1 episódio: Sudden Country (1967)
- Rawhide - 2 episódios: Incident of the Blackstorms (1961), Incident of the Tinker's Dam (1960)
- Bat Masterson - 1 episódio: The Big Gamble (1960)
- 26 Men - 1 episódio: The Last Rebellion (1958)
- The Gay Cavalier - 1 episódio: The Lost Is Found (1957)
- The Gale Storm Show - 1 episódio: Gypping the Gypsies (1957)
- Chevron Hall of Stars - 1 episódio: Captain Kidd (1956)
- Climax! - 1 episódio: Journey into Fear (1956)

### Ele mesmo
- The Colgate Comedy Hour - 2 episódios, 1952-1953)
- Screen Snapshots: Hollywood Night Life (1952)
- Screen Snapshots: Hollywood's Mr. Movies (1952)